# Forge Islands
Die Forge Islands (englisch für Schmiedeinseln, in Chile Islas Hipólito) sind eine Gruppe kleiner Inseln vor der Westküste des antarktischen Grahamlands. Sie liegen nordöstlich der Gruppe The Barchans und 800 m nordwestlich von Grotto Island in der Gruppe der Argentinischen Inseln des Wilhelm-Archipels.
Teilnehmer der British Graham Land Expedition (1934–1937) unter der Leitung des australischen Polarforschers John Rymill kartierten sie und benannten sie Horseshoe Islands. Das UK Antarctic Place-Names Committee änderte die Benennung 1959, um Verwechslungen mit den Horseshoe Islands vor der Square Bay zu vermeiden. Die Umbenennung geschah in Anlehnung an die Benennung des Anvil Rock (englisch für Ambossfelsen). Chilenische Wissenschaftler benannten die Inseln dagegen nach Hipólito Aris C., Heizer an Bord der Yelcho bei der 1916 durchgeführten Rettung der auf Elephant Island gestrandeten Teilnehmer der Endurance-Expedition (1914–1917) des britischen Polarforschers Ernest Shackleton.